# Rotman (priimek)
Rotman je priimek več znanih Slovencev in tujcev:
- Brian Rotman, angleško-ameriški matematik in filozof
- Franc Rotman (~1710—1788), slovenski kipar
- Joseph Louis Rotman (1935–2015), kanadski poslovnež in filantrop, ustanovitelj menedžerske šole
- Sergiu Dan (pravo ime Isidor Rotman) (1903–1976), romunski pisatelj
- Rajko Rotman (*1989), slovenski nogometaš
- Walter Rotman (1922–2007), ameriški elektroinženir, tehnični izumitelj (radarji, antene) "Rotman lens"